# Ulukus
Ulukus (lat. Ullucus), monotipski rod korisnih puzećih i penjajućih trajnica iz porodice Basellaceae. Jedina vrsta je U. tuberosus s jestivim korijenjem i listovima.
Indijancima iz Perua i Bolivije služi kao hrana. Listovi se kuhaju, ili se rabe kao salata.

## Sinonimi
- Melloca Lindl.

- U. tuberosus
- U. tuberosus